# Volvo 5000
Volvo 5000, eller Säffle 5000, är en busskaross byggd i aluminium av Volvo Bussar vid deras karosserifabrik i Säffle, Sverige.
Den byggdes på Volvos låggolvschassin och presenterades som prototyp 1994 och började serietillverkas 1995. Produktionen avslutades hösten 2005.
I början byggdes karossen endast på Volvo B10L-chassi och efter 1999 även på B7L-chassi främst för den skandinaviska marknaden där den såldes ny mellan 1995 och 2005. I och med att uttjänta exemplar exporterats har dock bussar med denna kaross även förekommit i stor skala i bl.a. Östeuropa.
De säffletillverkade karosserna kunde beställas med normallångt vänsterstyrt 12-meterschassi och vänsterstyrt 18-meters ledbusschassi. Några få 12-metersexemplar tillverkades även som högerstyrda; dessa såldes till Storbritannien som demobussar. Karosserna tillverkade i Säffle kunde endast fås med hel vindruta med liggande vindrutetorkare samt inåtgående dörrar längst fram och utåtgående dörrar i mitten och längst bak. Förutom några enstaka högbyggda turistbussvarianter av Säffle 2000 vilka lanserades något år tidigare var detta Säffle Karosserifabriks första serietillverkade busskaross att kunna fås med hel vindruta.
Mellan 1995 och 1998 tillverkades snarlika karosser på normallånga Volvo B10L-chassin i den då också volvoägda Aabenraa Karosserifabrik för den danska marknaden (Rigsfællesskabet) samt på licens i Storbritannien (Nordirland) av karossfirman Walter Alexander Coachbuilders för marknaderna på de Brittiska öarna; dessa hade endast delad vindruta med stående vindrutetorkare. De dansktillverkade karosserna fanns endast som vänsterstyrda men kunde fås i stort sett med samma dörrarrangemang som de svenska och även med inåtgående dubbeldörrar i mitten och bak. De brittiska karosserna fanns endast som högerstyrda och hade endast inåtgående och vänsterplacerade dörrar samt kunde endast fås med dubbeldörrar längst fram och i mitten eftersom den vänsterplacerade motorn förhindrade en dörrplacering på vänster sida bakom bakaxeln. De hade dock en liten nödutgång längst bak bakom bakaxeln på höger sida.
Dörrarrangemangen var från längst fram till längst bak på de normallånga svensktillverkade vänsterstyrda bussarna 2-2-2, 2-2-1, 2-2-0, 2-1-1 samt på de högerstyrda 2-0-0. På ledbussar fanns dörrarrangemangen 2-2+2-0 och 2-2+2-2, dvs dubbeldörrar längst fram, ett i mitten precis framför leden, samt ett i mitten precis bakom leden och i vissa fall även ett dörrpar längst bak bakom bakaxeln; den sistnämnda dörrkonfigurationen fanns endast på ledbussar med Volvo B7LA-chassi. På de danskbyggda bussarna förekom endast 2-2-1 och 2-2-2 och på de brittisktillverkade vanligen 2-0-0 och mer sällan 2-2-0.
Karossen hade en ny typ av rektangulära strålkastare, liksom enkla blinkers fram, till skillnad från de föregående karosserna som hade runda, dubbla strålkastare och dubbla blinkers fram. Dessa nya strålkastare och blinkers monterades även på de högbyggda turistbussvarianterna av Säffle 2000-karossen, och på samtliga Säffle 2000-karosser efter 1998.
Sidorutorna, bakrutan, rutorna på skyltskåpen på sidorna och rutorna i dörrarna var fastlimmade till skillnad från rutorna på de föregående karosserna som fästes med gummilister. Vindrutan och rutorna på skyltskåpen fram och bak fästes dock fortsättningsvis med gummilister. Dörrarna och sidorutorna har dubbelglas.
Karossen kallade först inget speciellt, alternativt kunde den räknas till Säffle 2000-familjen. De bussar som byggdes med karossen blev dock endast uppkallade efter chassit de byggdes på. Det inofficiella namnet Volvo 5000 kom till först efter att man presenterat Volvo B7L-chassit och den alternativa karossen Volvo 7000 av Carrus i rostfritt stål i slutet av 1998. På pappret uppkallades dock Volvo 5000-bussar även fortsättningsvis efter det chassi de byggdes på.

## Galleri

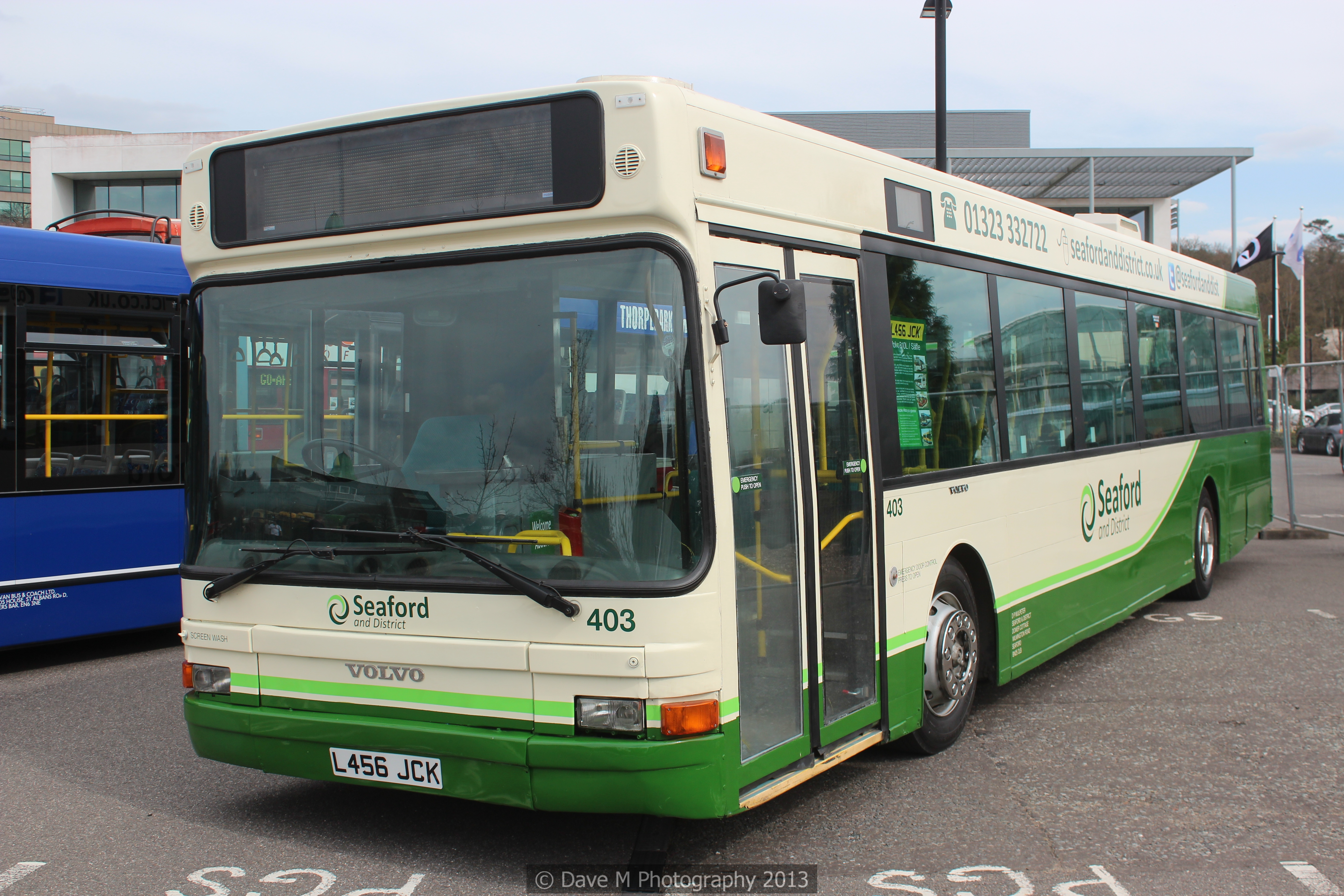
Volvo 5000-prototyp med hel vindruta på dieseldrivet Volvo B10L-chassi av årsmodell 1994, byggd av Säffle Karosserifabrik för den brittiska marknaden.
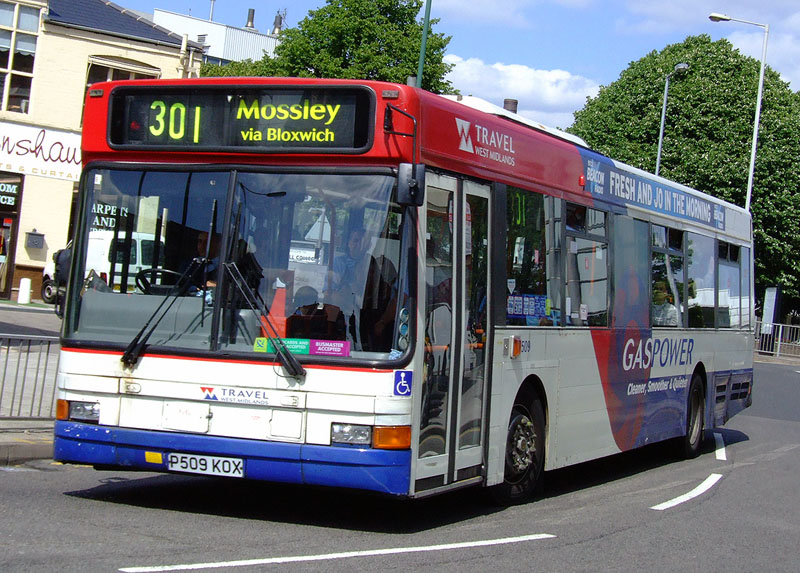
Volvo 5000-liknande Alexander Ultra-kaross, byggd på Volvo B10L CNG-chassi på licens av den brittiska karosserifirman Walter Alexander Coachbuilders.
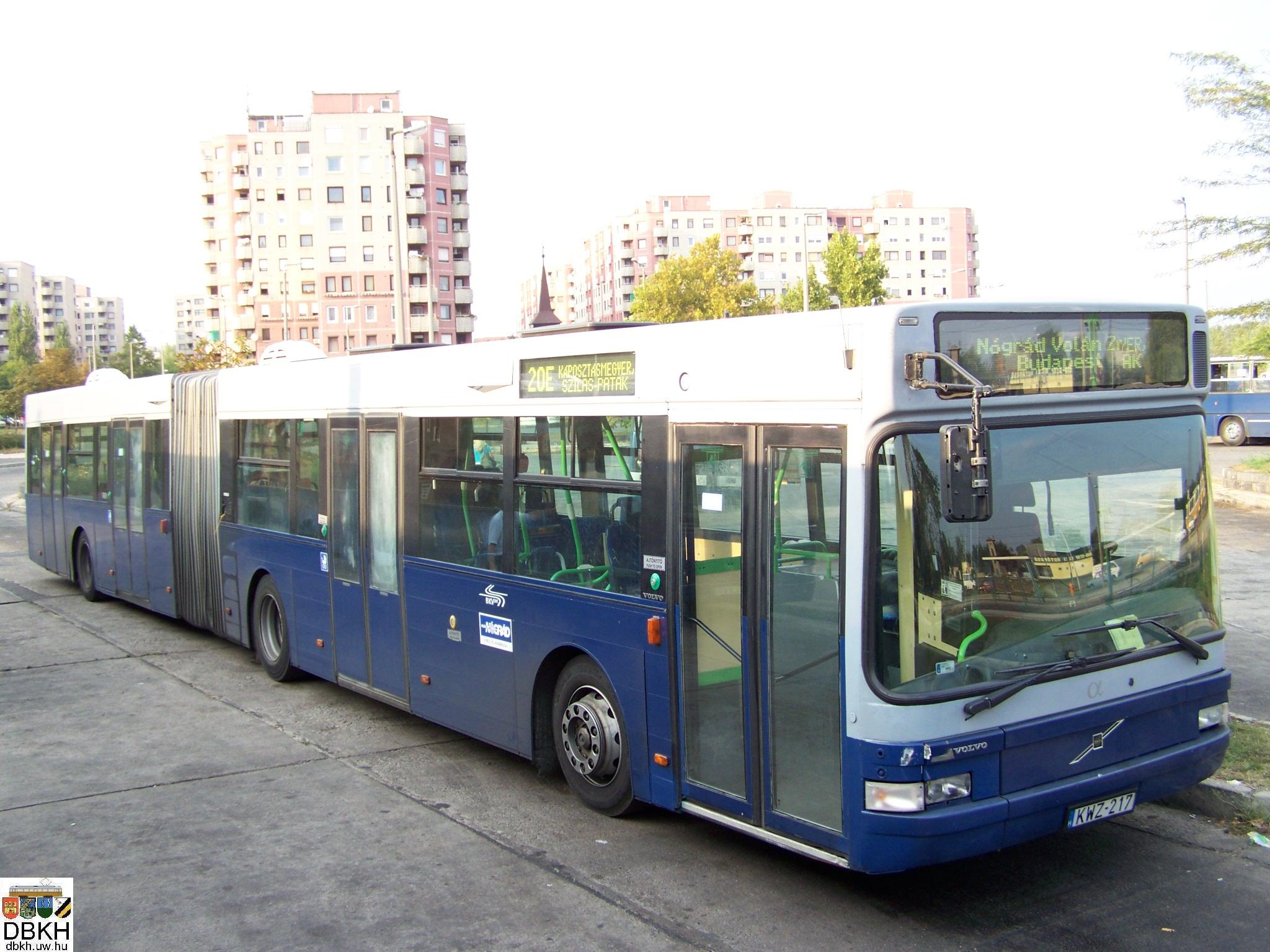
Volvo 5000-ledbuss med Volvo B7LA-chassi.